# Jac Nellemann
Jacob "Jac" Nellemann (Koppenhága, 1944. április 19. –) dán autóversenyző.

## Pályafutása
1976-ban és 1977-ben megnyerte a dán Formula–3-as bajnokságot.
A Formula–1-es világbajnokság egy versenyén vett részt; az 1976-os svéd nagydíjon szerepelt a RAM Racing csapatával. Nellemann nem jutott túl a kvalifikáción, így a futamon már nem rajtolhatott el.

## Eredményei

### Teljes Formula–1-es eredménylistája
(Táblázat értelmezése)

(Félkövér: pole-pozícióból indult; dőlt: leggyorsabb kört futott) 

| Év   | Csapat     | Modell               | Motor       | 1   | 2   | 3   | 4   | 5   | 6   | 7      | 8   | 9   | 10  | 11  | 12  | 13  | 14  | 15  | 16  | Helyezés | Pont |
| ---- | ---------- | -------------------- | ----------- | --- | --- | --- | --- | --- | --- | ------ | --- | --- | --- | --- | --- | --- | --- | --- | --- | -------- | ---- |
| 1976 | RAM Racing | Brabham BT42 & BT44B | Cosworth V8 | BRA | RSA | USW | ESP | BEL | MON | SWE Nk | FRA | GBR | GER | AUT | NED | ITA | CAN | USA | JPN | -        | 0    |

## Külső hivatkozások
- Profilja a statsf1.com honlapon (angolul)